# Capilla del Castillo de Blois
La capilla real de San Carilefo, también conocida como la Santa Capilla del castillo de Blois, es una antigua capilla palatina ubicada dentro del recinto del castillo real de Blois, en la región de Centro-Valle del Loira (Francia metropolitana).

## Historia

### La capilla condal del Châtelet
La capilla del châtelet, atestiguada desde el año 866 cuando llegó un grupo de monjes benedictinos huyendo del condado de Perche por los ataques vikingos de Hastein,fue refugio de los benedictinos del monasterio de San Carilefo, con la bendición de los condes de Blois y reyes de los Francos.El 23 de octubre de 873,les siguieron monjes de San Lomer, que trajeron con ellos las reliquias de su patrón por razones similares.Sin embargo, el vizconde Teobaldo el Anciano solicitó en 924 el traslado de los monjes fuera de su residencia, por lo que el rey Raúl les concedió la iglesia de San Leobino, ubicada más abajo del castillo.En 1121o 1150,la capilla fue cedida a los canónigos regulares de Burgo Mediano, los cuales conservaron sus derechos hasta el 1790.
Las reliquias de San Carilefo de Anille llegaron a la capilla condal de Blois en el siglo XII, alrededor del 1171, cuando los monjes temían una profanación por parte de los ingleses.
Durante el reinado de los condes, era costumbre llamar a la capilla del castillo medieval como la capilla de la Torre o del Châtelet.En 1324, la Gallia Christiana menciona una capilla de San Carilefo renovada gracias a la atención del conde Guy I, quien solicitó la celebración de 3 misas semanales por un canónigo de Burgo Mediano. Se dice que su hijo, Carlos de Blois, pasó mucho tiempo en la capilla durante su infancia antes de aspirar al ducado de Bretaña.

### La capilla real
La capilla real fue completamente reconstruida a partir del 1498, cuando Luis XII accedió a la Corona de Francia, antes de ser oficialmente consagrada el 12 de noviembre de 1508por Antoine Dufour, obispo de Marsella y confesor de la reina Ana de Bretaña.En ese entonces, el edificio principalmente servía como oratorio privado del rey; mientras los nobles de la corte preferían la capilla de Santa Constancia.
El 3 de noviembre de 1586, el rey Enrique III fundó la misa diaria conocida como la «misa del Rey».
El 4 de abril de 1788, las reliquias de San Carilefo fueron trasladadas a la colegiata de San Salvador, antes de que el castillo, ya abandonado desde hacía más de un siglo, se preparara para albergar al Regimiento Royal-Comtois. La capilla luego fue convertida en cocinas del ejército, hasta la partida de las tropas en 1789. En 1792, después de la disolución de San Salvador, el abad Henri Grégoire contribuyó a devolver parte de las reliquias a su abadía original, en la localidad de Saint-Calais.
De la capilla del siglo XVI solo subsiste hoy el coro gótico con bóvedas de nervaduras, ya que la nave fue destruida en 1635 por Mansart durante la construcción del ala Gaston de Orléans. Se estima que la capilla fue reducida a la mitad en términos de longitud en comparación con sus dimensiones iniciales.
Los hornos instalados por el Regimiento Royal-Comtois finalmente abandonaron la capilla en 1845, y el edificio fue renovado hasta 1865.El piso, creado por los militares, también fue eliminado en 1868. La fachada fue creada durante esta segunda campaña de restauración del castillo, por Félix Duban junto con Jules de La Morandière en 1870.
Durante la Segunda Guerra Mundial, los vitrales fueron destruidos. Nuevos, de estilo moderno, fueron instalados en 1957 por Max Ingrand, y representan varias figuras de la historia local, incluyendo a Juana de Arco y Carlos de Blois.

### La rivalidad histórica con la colegiata de San Salvador

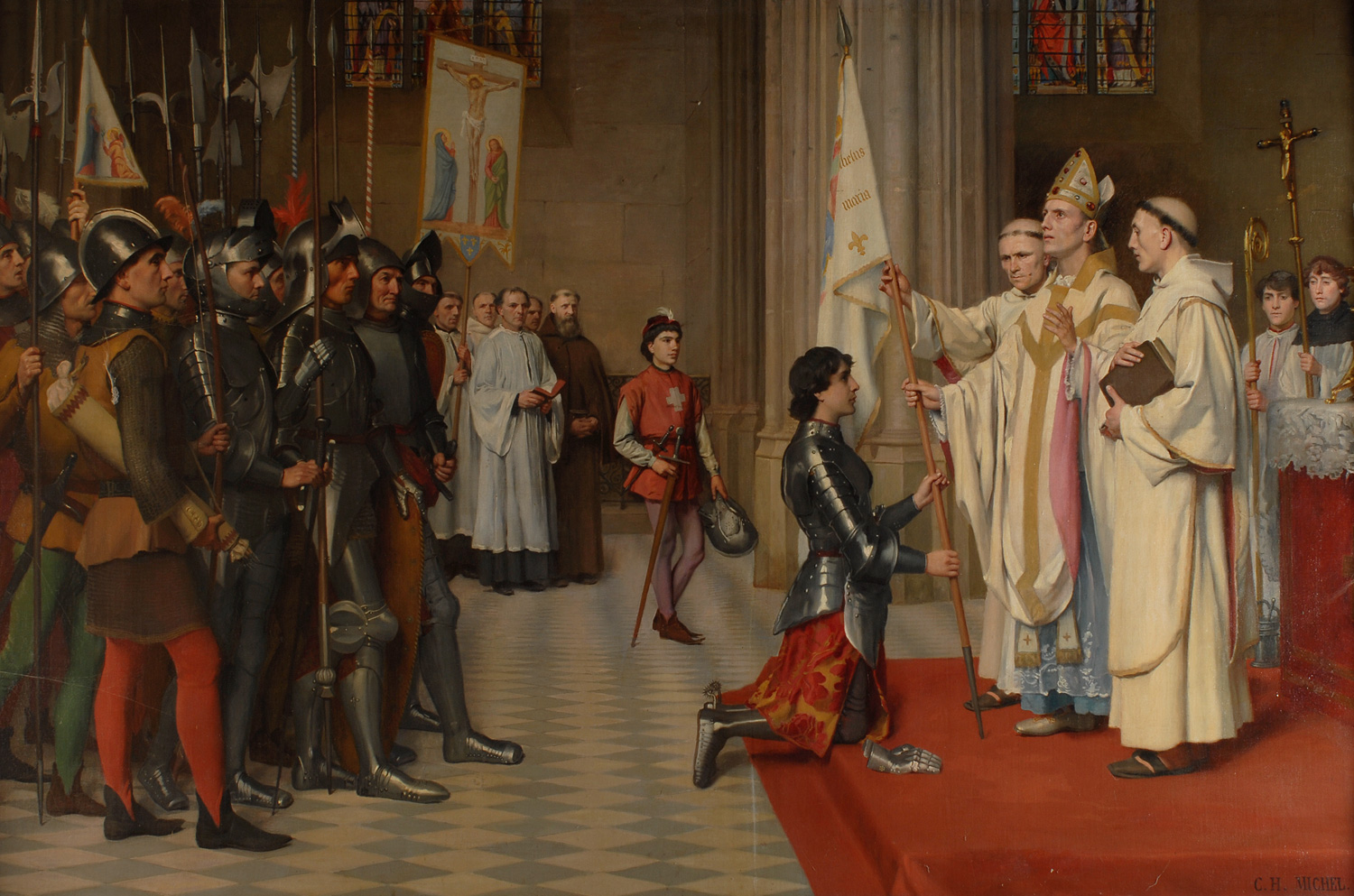
La bendición de la bandera de Juana de Arco, Charles-Henri Michel, 1901. La acción tuvo lugar en la iglesia de San Salvador, pero se exhibe actualmente el cuadro en el interior de la capilla de San Carilefo.

## Ubicación

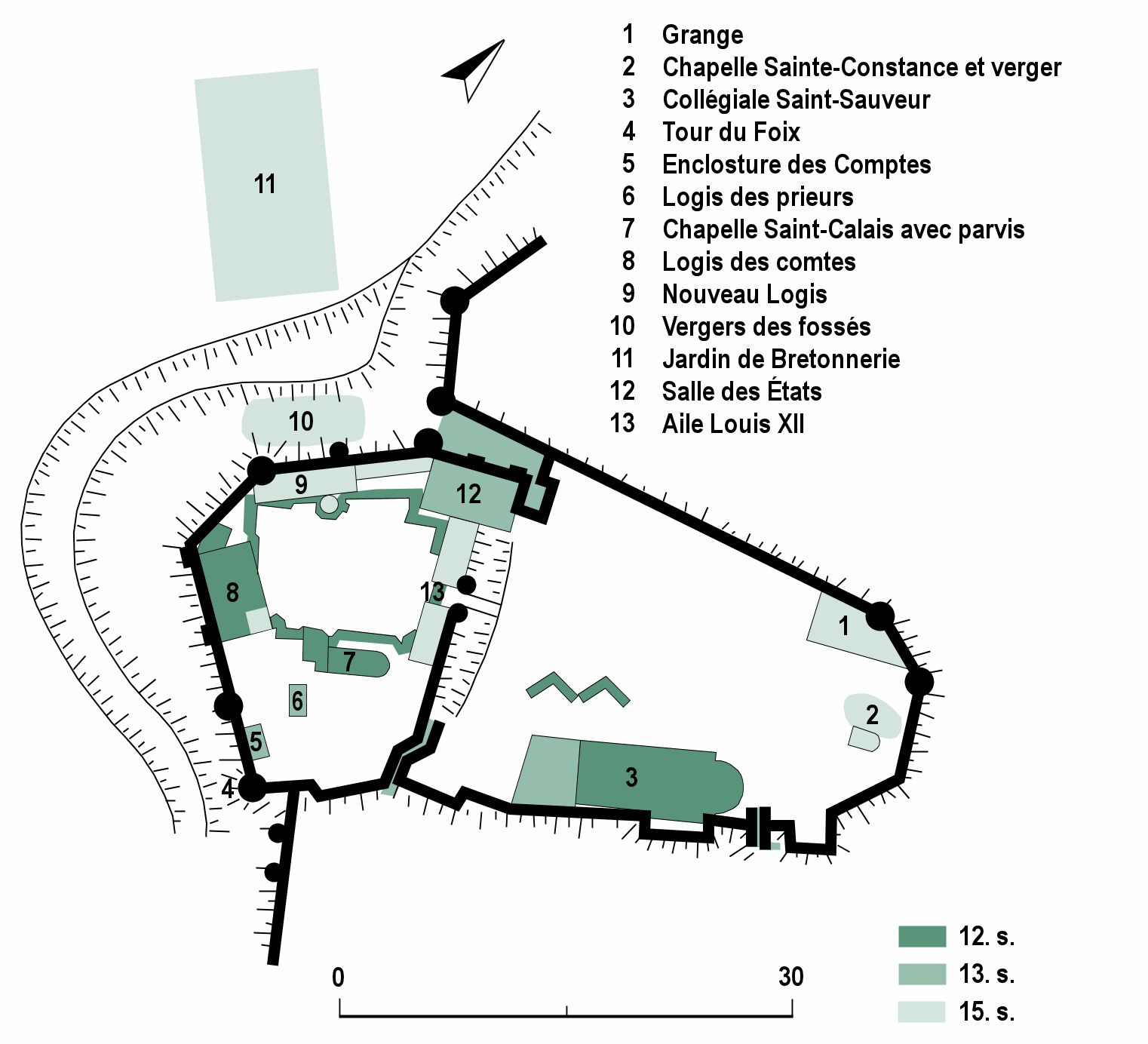
La capilla de San Carilefo (en ⑦) tal como era el monte del castillo en el siglo.